# Queyras
Il Queyras è una regione geografica francese situata nel dipartimento delle Alte Alpi. Rappresenta l'estensione geografica del fiume Guil, un affluente del fiume Durance e, pertanto, può anche venire chiamata Valle del Guil. La regione ospita il Parco naturale del Queyras.

## Geografia
La valle è delimitata a nord e ad est dalla frontiera con l'Italia; a sud si trova la valle dell'Ubaye; infine ad ovest si trova la valle della Durance.

### Monti

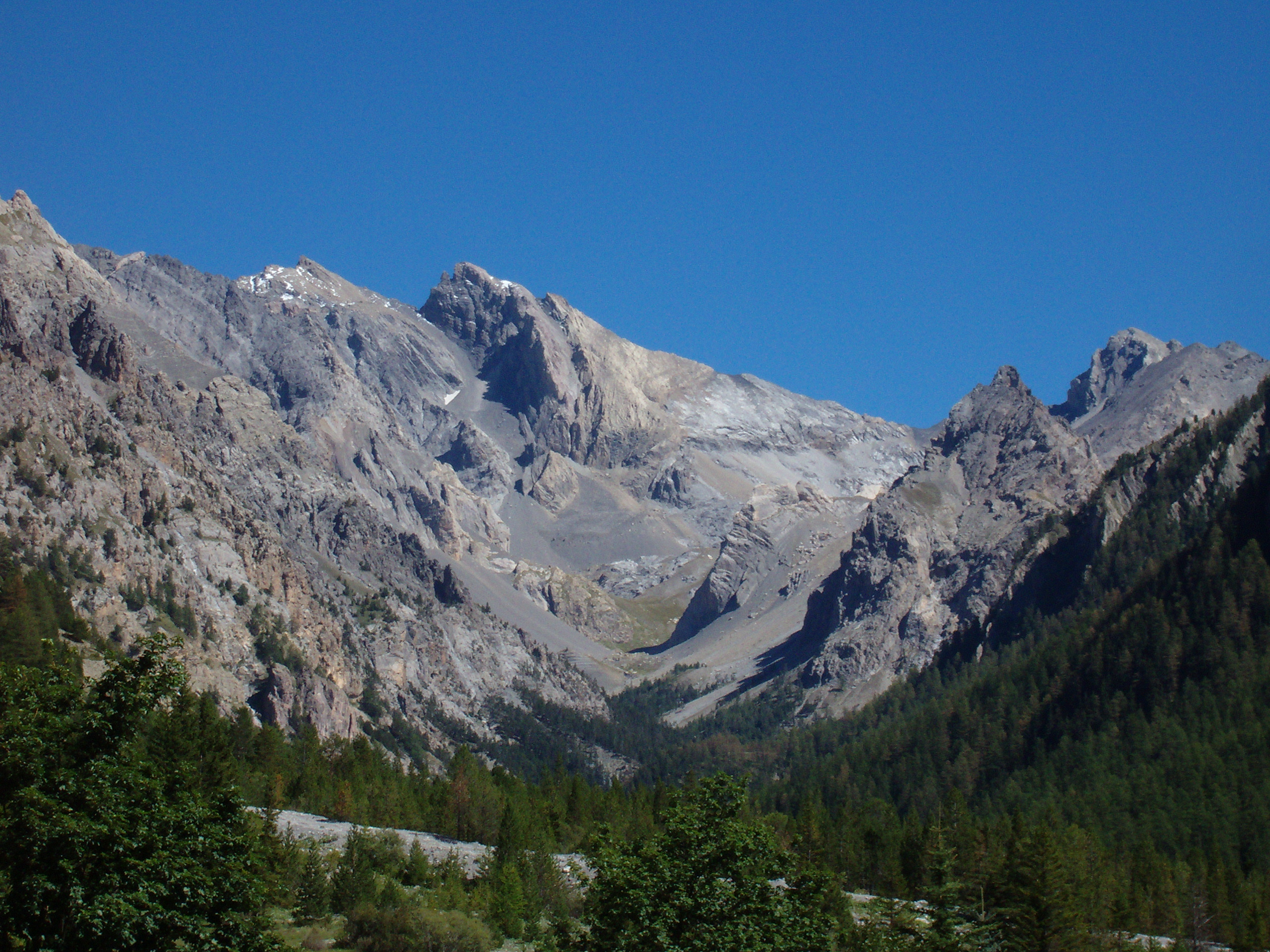
Pics de la Font Sancte

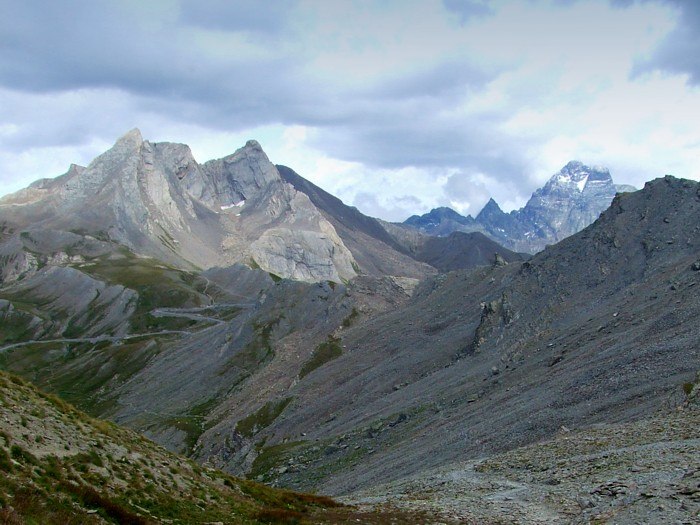
Colle dell'Agnello

Le montagne che contornano il Queyras fanno parte delle Alpi Cozie. Tra queste ricordiamo:
- I Pics de la Font Sancte - 3.385 m
- Il Pic de Rochebrune - 3.324 m
- La Punta Ramiere - 3.303 m
- La Punta Merciantaira - 3.293 m
- Il Péouvou - 3.232 m
- La Taillante - 3.197
- Il Grand Queyras - 3.114 m
- Il Pic de Petit Rochebrune - 3.324 m
- Il Gran Queyron - 3.060 m
- Il Pic de Caramantran - 3.024 m
- Il Bric Bucie - 2.998 m
- Il Pan di Zucchero - 3.208 m - nome dovuto all'aspetto assunto durante l'inverno, quando la neve copre solo la sommità del monte
- Il Pic du Béal Traversier - 2.910 m.
- La Cima Saurel - 2.451 m.

### Valichi alpini
Alcuni valichi alpini particolarmente importanti sono presenti nel territorio del Queyras:
- Il Colle dell'Agnello - 2.744 m - che lo collega con la val Varaita
- Il Colle dell'Izoard - 2.361 m - che lo collega con Briançon.

Altri valichi sono:
- Colle della Croce - 2.298 m - verso la val Pellice
- Colle dell'Urina - 2.525 m - verso la val Pellice
- Col Thuras - 2.797 m - verso la val Thuras.

### Geografia antropica

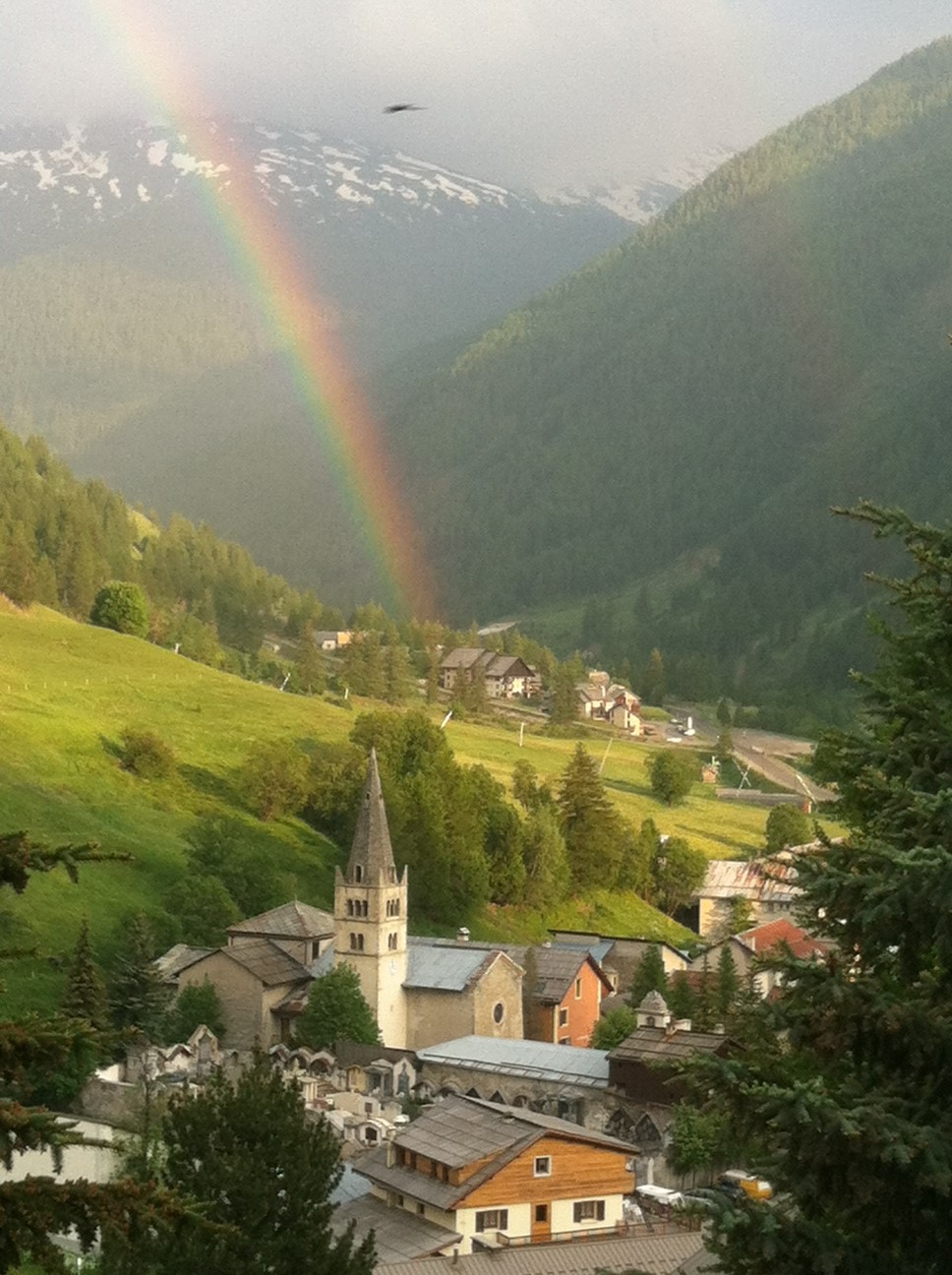
Abriès

Nel Queyras sono oggi presenti sette comuni, raggruppati in una comunità montana (ComCom) comprendente anche il bacino di Guillestre: Arvieux, Abriès-Ristolas, Aiguilles, Ceillac, Château-Ville-Vieille, Molines-en-Queyras, Saint-Véran.

## Storia
La frequentazione umana del Queyras data dalla prima Età dei Metalli, questo in virtù della presenza  sul territorio di minerali di rame nonché di rame nativo (Mine de cuivre de Saint Véran). Datazioni al radiocarbonio fanno risalire al 2300 avanti Cristo l'inizio dello sfruttamento dei filoni superficiali alla quota di 2500-2600 m (Tranchée des Antiques).
Esistono evidenti testimonianze della presenza romana nel Queyras: la cosiddetta iscrizione di Bussullus (località Les Escoyères del comune di Arvieux) e la stele di Titus Vennonius trovata sul territorio del comune di Aiguilles e conservata al Museo Dipartimentale di Gap.
Sono inoltre presenti cospicui resti di un asse viario romano noto come "Chemin de Charve", collegante il bacino della Durance (Eygliers) con il medio Queyras.
Il Queyras costituì, dal 1343 al 1789 uno dei quattro e poi uno dei cinque cantoni della cosiddetta "Repubblica degli Escartons".